# Uģis Viļums
Uģis Viļums (Saldus, 28 luglio 1979) è un ex cestista lettone.

## Palmarès
- Campionato lettone: 4

Ventspils: 2003-04, 2004-05, 2005-06
ASK Rīga: 2006-07